# آرا-سور-رون
آراز-سور-رون (به فرانسوی: Arras-sur-Rhône) یک کمون در فرانسه است که در آردش واقع شده‌است. آرا-سور-رون ۵٫۸۹ کیلومتر مربع مساحت دارد ۱۲۸ متر بالاتر از سطح دریا واقع شده‌است.